# Festival junger Künstler Bayreuth

Logo Festival junger Künstler Bayreuth

Das Festival junger Künstler Bayreuth ist ein 1950 von Herbert Barth gegründetes Festival für junge Musiker und Künstler aus aller Welt, das jährlich zur Zeit der Bayreuther Festspiele stattfindet. Seit 2025 ist Fredrik Schwenk künstlerischer Direktors des Festivals.

## Über das Festival
Das Festival wurde 1950 von Herbert Barth, dem ehemaligen Pressesprecher der Bayreuther Festspiele, unter der Schirmherrschaft des Komponisten Jean Sibelius als „Jugend-Festspieltreffen Bayreuth e. V.“ ins Leben gerufen und als Internationales Jugendfestspieltreffen gegründet.
Das Festspieltreffen sollte mit einem bis heute genutzten Kulturzentrum Zentrum – Internationales Jugendkulturzentrum Bayreuth einen geeigneten Probe- und Aufführungsort erhalten. 1978 erfolgte die Grundsteinlegung des vom Architekt Helmut Jahn erdachten und geplanten Kulturzentrums. Träger der eigens zu diesem Zweck gegründete Vereins Internationales Jugend-Kulturzentrum Bayreuth e. V. und Finanzierung mittels der Bundesrepublik Deutschland, der Stiftung Deutsche Jugendmarke e. V., des Freistaates Bayern, der Bayerischen Landesstiftung, der Oberfrankenstiftung und der Stadt Bayreuth.
Das Festival bietet Workshops und Meisterklassen für Sänger, Instrumentalmusiker, Videoproduktion und Tontechnik sowie Kulturmanagement. Im Rahmen des Festivals wird ihnen eine intensive Beschäftigung mit dem Werk von Richard Wagner ermöglicht. Die Teilnehmer geben zahlreiche Konzerte und erarbeiten zudem gemeinsam größere musikalische Produktionen.
Jährlich verzeichnet das Festival etwa 400 Teilnehmer aus rund 40 Nationen, die über 100 Veranstaltungen gestalten, unter anderem Open-Air-Veranstaltungen, Kunstausstellungen, Symposien, Vorträge sowie Flashmobs in Bayreuth und Umgebung. Seit seinem Bestehen nahmen bis dato (Stand 2025) über 30.000 junge Künstler, Wissenschaftler und Manager aus mehr als 80 Nationen am Festival teil.
Jedes Jahr steht das Festival unter einem anderen Motto. Im Jahr 2010 zum Beispiel lautete das Motto „Zeitenwende – Wendezeiten“. Vladimir Ivanoff initiierte beim Projekt „Wege zu Parsifal“ einen musikalischen Dialog zwischen Musikern aus Europa und aus arabischen Staaten unter Einbeziehung von Spezialisten mittelalterlicher Musik aus dem europäischen und arabischen Kulturkreis sowie Vertretern verschiedener arabischer Kulturen. Ferner fand die Uraufführung eines Lustspiels von Richard Wagner statt Eine Kapitulation – Lustspiel in antiker Manier in einer Bearbeitung von Georgios Kapoglou und Kristin Päckert. Den Text verfasste Wagner während des Deutsch-Französischen Krieges 1870/1871, hatte ihn aber nie vertont. Die Neuvertonung wurde von dem jungen Komponisten Paul Leonard Schäffer als Auftragswerk des Festivals übernommen. Das 75. Festival fand unter dem Generalthema "E:MOTION" statt. Der Start in das Jubiläumsjahr 2025 erfolgte mit dem Benefizkonzert des Polizeiorchesters Bayern am 9. Mai 2025 in der Stadtkirche Bayreuth.
Nachdem Sissy Thammer das Festival über 40 Jahre lang als Intendantin geleitet hatte, übernahm 2025 Fredrik Schwenk die künstlerische Leitung.

## Finanzierung
Das Festival wird zu rund 40 Prozent durch die Öffentliche Hand gefördert (unter anderem durch das Auswärtige Amt der Bundesrepublik Deutschland, das Bayerische Staatsministerium für Wissenschaft und Kunst, Stadt und Landkreis Bayreuth, kofinanziert von der Europäischen Union). Die restlichen 60 Prozent werden durch Teilnehmergebühren, Spenden, Stiftungen und Sponsoring erwirtschaftet.

## Bildungsprojekt „Stepping Stone“
Das Projekt fördert eine interdisziplinäre, ganzheitliche und persönliche Bildung für junge Kulturmanager:innen. Es umfasst Themen aus den Bereichen Kunst, Politik, Musik, Wissenschaft und Management, die miteinander in Dialog treten und traditionelle Sicht- und Handlungsweisen hinterfragen und erweitern. Das Programm unterstützt dabei die individuelle Entwicklung und eine umfassende Bildung, die auf persönlichen Erfahrungen und Erlebnissen der Teilnehmenden basiert. „Stepping Stone“ ist auf Schüler, Studenten bzw. Berufseinsteiger ausgelegt und hat einen deutlich internationalen Fokus.